# Tristrams spreeuw
Tristrams spreeuw (Onychognathus tristramii) is een vogelsoort uit de familie Sturnidae die voorkomt in het Midden-Oosten. Het was oorspronkelijk een vogel van droge, verlaten, bergachtige gebieden, die zich sinds de jaren 1980 heeft ontwikkeld tot vogel van stedelijk gebied. De spreeuw is genoemd naar Henry Baker Tristram die deze vogel op zijn reizen verzamelde.

## Kenmerken
De vogel is 24 tot 27 cm lang, zo groot als een gewone spreeuw, maar slanker en met een langere staart. De vogel is overwegend glanzend zwart. Het vrouwtje is op de kop en bovenborst donkergrijs. Opvallend zijn de koperkleurige handvleugelpennen die vooral tijdens de vlucht opvallen.

## Voedsel
De vogel heeft zich aangepast aan stedelijk gebied en foerageert daar op voedselresten zoals brood en voer voor huisdieren. Verder is bekend dat de vogel teken oppikt van steenbokken en dromedarissen.

## Verspreiding en leefgebied
De vogel komt voor in Israël, Jordanië, Sinaï, het westen van Saoedi Arabië, Jemen en Oman. Het leefgebied bestaat uit kale berggebieden nabij ravijnen, maar ook in valleien en wadi's met wat vegetatie waar hij nestelt in rotsspleten. Sinds de jaren 1980 heeft de vogel zich uitgebreid naar stedelijke gebieden.

## Status
De grootte van de populatie is niet gekwantificeerd. Het is een algemene en soms talrijke vogel. Men veronderstelt dat de soort in aantal stabiel is. Om deze redenen staat Tristrams spreeuw als niet bedreigd op de Rode Lijst van de IUCN.